# L'Ennemi public no 1 (film, 2008)
Pour les articles homonymes, voir Ennemi public et Mesrine.
Ne doit pas être confondu avec Mesrine (film).
Série
L'Instinct de mort
(2008)
Pour plus de détails, voir Fiche technique et Distribution.
L'Ennemi public no 1 est un film franco-canado-italien réalisé par Jean-François Richet et sorti en 2008. Il constitue le deuxième volet du diptyque Mesrine, après L'Instinct de mort sorti un mois avant.
Adapté des autobiographies L'Instinct de mort et Coupable d'être innocent de Jacques Mesrine, il raconte les dernières années du criminel, de 1973 à 1979.

## Synopsis
2 novembre 1979 à Paris, le commissaire Robert Broussard de la BRI est interviewé par des journalistes prêt de la dépouille de Jacques Mesrine. Il précise qu'il n'y a eu aucune bavure et que l'opération était une collaboration avec l'OCRB.
8 mars 1973. Jacques Mesrine est en comparution immédiate et est interrogé sur plusieurs complices, comme Michel Ardouin, avec lequel il a commis plusieurs braquages. Il est présenté devant un juge à Compiègne, mais il parvient à s'évader après voir pris le juge en otage, grâce à une arme cachée dans les toilettes par Ardouin, qui le récupère ensuite à bord d'une voiture. Blessé par balle, Mesrine se réfugie dans une maison à la campagne où un complice nommé Robert lui apprend que son père est gravement malade. Déguisé, il se rend à son chevet à l'hôpital. Jacques le quitte après des retrouvailles émouvantes. Lors des obsèques de son père, la police surveille les lieux.
Septembre 1973. Mesrine et Ardouin rencontre un ancien boxeur qu'ils engagent comme chauffeur pour un casse de banque. Mais le véhicule, volé pour l'occasion, est repéré par une patrouille de police. Une fusillade éclate, suivie d'une course-poursuite dans les rues de Paris. Jacques et Michel parviennent à s'échapper en métro. Ils se brouillent sur le choix du chauffeur qu'avait validé Jacques et partent chacun de leur côté.
Plus tard, le commissaire Broussard et ses hommes cernent l'immeuble de Mesrine, qui est au lit avec sa petite-amie. Le commissaire somme le braqueur de se rendre. Ce dernier lui demande une faveur avant de l'arrêter. Mesrine se rend finalement mais fait le show et provoque les forces de l'ordre en sortant notamment du champagne. Il est ensuite incarcéré à la prison de la Santé. Derrière les barreaux, Mesrine fulmine de ne pas faire la une des médias, alors plutôt concentrés sur Augusto Pinochet. Le braqueur se lance alors dans l'écriture d'une autobiographie fortement romancée, L'Instinct de mort. Publié en 1977, l'ouvrage provoque la colère de son avocate et intéresse la justice car Mesrine y annonce de nombreux crimes. Au parloir, il retrouve ensuite sa fille Sabrina, désormais adolescente. Il lui demande des nouvelles de ses frères Boris et Bruno et semble très touché de ne plus pouvoir voir ses enfants en dehors de la prison.
Mesrine participe ensuite à un procès, où il est jugé aux côtés notamment de complices comme Michel Ardouin et Michel Grangier. Il fait à nouveau le spectacle et provoque le juge, l'avocat-général et le commissaire Broussard, sous les yeux de sa fille Sabrina. Mesrine fait rire les personnes présentes dans la salle et prétend voler les banques qui, selon lui, volent bien plus que lui. Il annonce même qu'il s'évadera à nouveau. Il est alors condamné à 20 ans de prison.
Mars 1978. À la prison de la Santé, Mesrine fait la connaissance de François Besse, autre spécialiste de l'évasion. Mesrine y est respecté de tous et les gardiens l'appellent même « Monsieur Jacques ». Grâce à des complices et à son avocate qui lui a fourni des armes, Mesrine parvient à s'évader avec Besse et un autre détenu, qui se fait finalement abattre.
Quelque temps plus tard, à Deauville, Mesrine et Besse se font passer pour des policiers dans un commissariat pour prendre connaissance des effectifs présents sur place. Ils se rendent ensuite au casino où ils prétendent enquêter sur un trafic de faux billets. Ils forcent ensuite le directeur à ouvrir le coffre. Besse est touché à la jambe lors d'une fusillade avec la police. La voiture qu'ils ont volée pour s'enfuir tombe en panne. Alors que des pelotons de gendarmerie sont à leurs trousses, ils se réfugient chez une famille de paysans dans l'Eure. Ils parviennent à déjouer les barrages en se cachant dans le coffre de la voiture de la famille. Mais tout le pays est en alerte et l'armée participe activement aux recherches, sans résultats. De retour à Paris, Mesrine fait la connaissance de Sylvia Jeanjacquot, qui devient rapidement sa petite-amie.
Juillet 1978. Jacques Mesrine se fait interviewer par une journaliste, en échange d'une belle somme d'argent. Un photographe immortalise l'échange où il provoque comme à son habitude. Il annonce alors vouloir faire fermer les quartiers de haute sécurité français.
Réfugié à Londres avec Sylvia et Mesrine, François semble de plus en désaccord avec les projets de Jacques et ses nouvelles idées révolutionnaires. Ainsi, François ne participe pas à l'enlèvement un riche propriétaire, Henri Lefèvre, dans la Sarthe en juin 1979 (Henri Lelièvre dans la réalité). Avec son complice, Mesrine apprend alors que François a été arrêté en Belgique.
Inspiré par les Brigades rouges, Mesrine est de plus en plus politisé et révolté. Celui que la presse surnomme « l'ennemi public numéro 1 » renoue avec Charlie Bauer, un révolutionnaire d'extrême gauche, rencontré en QHS. Les deux hommes organisent en septembre 1979 une rencontre avec Jacques Dallier (Jacques Tillier dans la réalité), journaliste de l'hebdomadaire d'extrême droite Minute. Mesrine tabasse le journaliste, qui l'avait dénigré dans ses articles, et le laisse pour mort. Mesrine prend des photos et les envoie à la presse. La tension est alors à son comble autour de Sylvia et Jacques. Ce dernier, sentant la menace venir, enregistre un message sur cassette audio pour sa petite-amie (« Si tu écoutes cette cassette, c'est que je suis dans une cellule dont on ne s'évade pas. »).
Le 2 novembre 1979, le commissaire Broussard et ses hommes surveillent de près Sylvia et Jacques. Très méfiant, le couple sort avec prudence de son domicile de la rue Belliard et monte ensuite à bord de la BMW 528i marron de Mesrine. Un important dispositif policier est mis en place par la BRI. Les policiers suivent le couple jusqu'à la porte de Clignancourt où des hommes postés à l'arrière d'un camion bâché tirent de nombreuses fois sur Mesrine, tué sur le coup. Sylvia est touchée mais sauve, alors que Broussard arrive sur les lieux.

## Fiche technique
Sauf indication contraire, les informations mentionnées dans cette section peuvent être confirmées par la base de données cinématographiques IMDb,  présente dans la section « Liens externes ».
- Titre original : L'Ennemi public no 1
- Titre international anglophone : Mesrine Part 2: Public Enemy #1
- Réalisation : Jean-François Richet
- Scénario : Abdel Raouf Dafri, d'après le récit L'Instinct de mort de Jacques Mesrine (Éditions Jean-Claude Lattès, 1977)
- Dialogues : Jean-François Richet et Abdel Raouf Dafri
- Musique : Marco Beltrami et Marcus Trumpp
- Photographie : Robert Gantz
- Son : François Groult, Jean Minondo, Gérard Hardy, Alexandre Widmer, Loïc Prian et Hervé Buirette
- Décors : Emile Ghigo
- Costumes : Virginie Montel
- Montage : Bill Pankow
- Pays de production :  France,  Canada et  Italie
- Budget : 45 millions d'euros (les deux volets)[2]
- Production : Thomas Langmann
- Sociétés de production : La Petite Reine, Remstar, Novo RPI, M6 Films, 120 Films, Canal+, TPS Star
- Distribution : Pathé Distribution (France et Suisse), A-Film[3] (Belgique), Eagle Pictures[4] (Italie)
- Dates et lieux de tournage : de mai 2007 à janvier 2008 à Paris, Luzarches, Clichy, Compiègne et Deauville
- Format : couleur — 2.35:1 Panavision — son Dolby Digital — 35 mm
- Genre : drame biographique, policier
- Durée : 132 minutes
- Dates de sortie :
  - Japon : 22 octobre 2008 (festival de Tokyo)
  - France : 19 novembre 2008[4]
  - Italie : 17 avril 2009[4]
- (fr) Mention CNC : tous publics avec avertissement (visa d'exploitation no 116594 délivré le 4 novembre 2008)[5]

## Distribution
- Vincent Cassel : Jacques Mesrine
- Mathieu Amalric : François Besse, dit l'« Anguille »
- Ludivine Sagnier : Sylvia Jeanjacquot
- Samuel Le Bihan : Michel Ardouin, dit le « Porte-avions »
- Anne Consigny : l'avocate de Mesrine
- Olivier Gourmet : le commissaire Broussard
- Gérard Lanvin : Charlie Bauer
- Georges Wilson : Henri Lefèvre (inspiré de Henri Lelièvre)
- Michel Duchaussoy : le père de Mesrine
- Myriam Boyer : la mère de Mesrine
- Fanny Sidney : la fille de Mesrine à 16 ans
- Alain Fromager : Jacques Dallier (inspiré de Jacques Tillier)
- Laure Marsac : la journaliste
- Hervé Laudière : Daniel, le fermier de l'Eure
- Françoise Le Plénier : la femme de Daniel
- Antoine Chopin : le fils de Daniel
- Arsène Mosca : Jojo, un policier
- Jérôme Boyer : un gendarme du barrage
- Nicolas Abraham : Grangier
- Christophe Vandevelde : Gégé, un policier
- Luc Thuillier : le commissaire de l'OCRB (Lucien Aimé-Blanc dans la réalité)
- Pascal Elso : le commissaire SRPJ
- Isabelle Vitari : la caissière
- Michaël Vander-Meiren : un gendarme à Compiègne
- David Seigneur : un gendarme à Compiègne
- Alain Doutey : le président du tribunal de Compiègne
- Joseph Malerba : Robert
- David Bursztein : le tireur d'élite gradé
- Héléna Soubeyrand : la copine de l'arrestation
- Fabrice de La Villehervé : le gardien chef
- Jean-Luc Muscat : un gardien à la Santé
- Martial Courcier : le complice enlèvement
- Christophe Favre : Un journaliste d'Antenne 2
- Olivier Barthélémy : le codétenu de l'évasion à la Santé (Carman Rives dans la réalité)
- Clémence Thioly : “Princesse” Christiane

## Production
Pour incarner François Besse, la production pense tout d'abord à Benoît Magimel, mais il refuse, tout comme Guillaume Canet et Romain Duris. Le rôle est finalement confié à Mathieu Amalric.
Vincent Cassel explique, même si les films se suivent, ils ont chacun leur style :

« Même si les deux opus respectent la chronologie de la vie de Mesrine, on sentait bien, déjà pendant le tournage, qu'ils seraient différents l'un de l'autre. D'abord on change d'époque : les années 50 et 60 ne ressemblent en rien aux années 70 : ce ne sont pas les mêmes voitures, les mêmes looks, les mêmes musiques, et surtout pas les mêmes mentalités. Les deux films développent deux thèmes qui se complètent l'un l'autre. Si L'Instinct de mort raconte l'histoire d'un jeune qui se cherche puis se trouve, L'Ennemi public n°1 raconte celle d'un homme qui sait où ses choix de vie l'emmènent et qui y va malgré tout. Le premier est un film noir. Le second en revanche serait plus un thriller psychologique, la paranoïa d'un type qui sait intuitivement comment tout cela va finir. »

— Vincent Cassel
Le tournage a lieu à Paris (rue Stephenson, rue de Jessaint, rue de Tombouctou, rue d'Aubervilliers, boulevard de la Villette, Stalingrad, rue Jean-Dolent, rue de la Santé, rue Belliard, rue du Mont-Cenis, boulevard Ornano), Val-d'Oise (Luzarches), dans le Calvados (Deauville) dans l'Oise (Compiègne).

## Accueil

### Accueil critique
Sur l'agrégateur américain Rotten Tomatoes, le film récolte 81 % d'opinions favorables pour 89 critiques. Sur Metacritic, il obtient une note moyenne de 72⁄100 pour 18 critiques.
En France, le site Allociné propose une note moyenne de 3,9⁄5 à partir de l'interprétation de critiques provenant de 25 titres de presse.

### Box-office
| Pays ou région | Box-office        | Date d'arrêt du box-office | Nombre de semaines |
| -------------- | ----------------- | -------------------------- | ------------------ |
| France         | 1 522 976 entrées | 14 janvier 2009            | 8                  |
| Belgique       | 34 194 entrées    |                            |                    |
| Italie         | 14 519 entrées    |                            |                    |
| États-Unis     | 275,387 $         | 17 février 2011            | 24                 |
| Mondial        | 15 283 313 $      |                            |                    |

## Distinctions
- Festival international du film de Tokyo — Octobre 2008 : Prix du meilleur acteur à Vincent Cassel dans la Saga Jacques Mesrine.
- César du cinéma 2009 :

Nominations dans dix catégories : meilleur acteur, meilleur film, meilleur réalisateur, meilleure adaptation, meilleure musique écrite pour un film, meilleure photographie, meilleur décor, meilleur montage, meilleur son, meilleurs costumes.
- César du meilleur son pour Jean Mimondo, Gérard Hardy, Alexandre Widmer, Hervé Burette
- César du meilleur réalisateur pour Jean-François Richet
- César du meilleur acteur pour Vincent Cassel

## Procès
Le film met en scène la tentative de meurtre contre Jacques Tillier par Mesrine en y associant Charlie Bauer, alors que ce que ce dernier en a été acquitté par un jury populaire lors du procès de l'affaire aux assises. Charlie Bauer a contesté le film par un procès, de sa prison, qu'il a perdu, car il n'avait pas capacité d'ester en justice[réf. nécessaire].